# サミュエル・ハーヘンレファー
サミュエル・ハーレンレファー（ドイツ語:Samuel Hafenreffer,1587年4月26日 - 1660年9月26日）は、ドイツの医師、神経学者、エバーハルト・カール大学テュービンゲン教授。
医学用語として初めて「痒み」という言葉を使った人物。ドイツ語による皮膚科学に関する最初の著書を書いた人物としても知られる。

## 生涯
神学者の家に生まれる。1600年テュービンゲンの大学に入学し、翌年学士号を取得。医学を学んだ後、オーストリア貴族の息子の教師を3年間努める。1612年からマルティン・ルター大学ハレ・ヴィッテンベルク、その後は、バーゼルとルターシュタット・ヴィッテンベルクで学ぶ。1614年博士号を取得。1620年にテュービンゲン、1642年にビーベラッハ郡、1647年にキルヒハイムの大学教授。1648年エバーハルト・カール大学テュービンゲン医学教授。
1660年に「痒み」という言葉を作り、著書の中では『不快な感覚』と表現した。同じ年に73歳で没した。